# West Hattiesburg
West Hattiesburg é uma Região censo-designada localizada no estado americano de Mississippi, no Condado de Lamar.

## Demografia
Segundo o censo americano de 2000, a sua população era de 6305 habitantes.

## Geografia
De acordo com o United States Census Bureau tem uma área de
18,6 km², dos quais 18,3 km² cobertos por terra e 0,3 km² cobertos por água.

## Localidades na vizinhança
O diagrama seguinte representa as localidades num raio de 32 km ao redor de West Hattiesburg.